# Johann Gottlieb Bernhard von Münchhausen
Johann Gottlieb Bernhard von Münchhausen (* 16. Februar 1727; † 2. April 1799 in Gatterstädt) war ein gräflich-mansfeldischer Hofrat und später kursächsischer Kreisdirektor und Marschkommissar im Fürstentum Querfurt.

## Leben
Johann von Münchhausen entstammte der Weißen Linie des niedersächsischen Adelsgeschlechts Münchhausen und war der Enkel des braunschweig-lüneburgischen Drosten Heinrich Burchard von Münchhausen († 1717). Sein Großvater hatte sich 1708 von Kaiser Joseph in Wien den Adelstitel und die adlige Abstammung bestätigen lassen. Der Geheime Kammerrat Christoph Johann von Münchhausen war sein Vater.
Johann Gottlieb Bernhard von Münchhausen wuchs mit zahlreichen Geschwistern auf dem sogenannten Trebra’schen Erblehngut und dem Hacke’schen Gut in Gatterstädt im Herzogtum Sachsen-Weißenfels auf, die sein Vater 1720 übernommen hatte. Nach dem Tod des Vaters wurde er gemeinsam mit seinen Geschwistern Besitzer der beiden Güter in Gatterstädt. In einem längeren Prozess in den Jahren 1781 bis 1783 zahlte er seine Geschwister aus und wurde nun alleiniger Besitzer der beiden Güter in Gatterstädt, die er in einer Hand vereinte.
Nachdem Münchhausen zunächst im Dienst der sequestierten Grafen von Mansfeld stand, wechselte er 1793 nach dem Ableben des Obersts Christian von Geusau auf Farnstädt als Kreisdirektor und Marschkommissar in den Dienst des Kurfürsten von Sachsen, der ihn in der Gatterstädt benachbarten Nebenresidenz Querfurt einsetzte.
Münchhausen hatte nur eine einzige Tochter, die bei der Geburt eines Sohnes 1799 starb. Dadurch erlosch die adlige Linie der Familie von Münchhausen in Gatterstädt.